# Siergiej Połujanow
Siergiej Siergiejewicz Połujanow (ros. Сергей Сергеевич Полуянов; ur. 1924, zm. 1983) – radziecki operator filmowy, Zasłużony Działacz Sztuk Rosyjskiej Federacyjnej Socjalistycznej Republiki Radzieckiej.

## Życiorys
W 1951 ukończył Wszechzwiązkowy Państwowy Instytut Kinematografii, od 1953 pracował w studiu filmowym Mosfilm. Jego żoną była radziecka aktorka Nina Agapowa.

## Nagrody i odznaczenia
- Zasłużony Działacz Sztuk Rosyjskiej Federacyjnej Socjalistycznej Republiki Radzieckiej (1968).

## Wybrane prace
- „Złote cielę” (ros. „Золотой телёнок”; 1968);
- „Iwan Wasiljewicz zmienia zawód” (ros. „Иван Васильевич меняет профессию”; 1973);
- „Incognito z Petersburga” (ros. „Инкогнито из Петербурга”; 1977);
- „Po zapałki” (ros. „За спичками”; 1980);
- „Totolotek 82” (ros. „Спортлото-82”; 1982);
- „Daleka droga” (ros. „Долгий путь”; 1956);
- „Dwanaście krzeseł” (ros. „Двенадцать стульев”; 1971);
- „To niemożliwe!” (ros. „Не может быть”; 1975);
- „Czyste niebo” (ros. „Чистое небо”; 1961);
- „Był sobie dziad i baba” (ros. „Жили были старик со старухой”; 1965);
- „Woskriesienje” (ros. „Воскресенье”; 1962);

i inne .